# Walter Bradford Cannon
Walter Bradford Cannon (Prairie du Chien, Wisconsin, USA, 1871. október 19. – Lincoln, Massachusetts, 1945. október 1.) amerikai orvos, fiziológus, neurológus.

## Munkássága
A bostoni Harvard Egyetemen tanult, egyik kiváló tanára William James, az egyetem elvégzése után ugyanott tanított (1900–42). Elsőként alkalmazott röntgensugarat (1896) fiziológiai vizsgálatokhoz (gyomormozgások), s bevezette a kontrasztanyagok alkalmazását. Felismerte, hogy az emocionális tényezők gátolják a gyomor mozgásait, ebben a mellékvese központi szerepét és az általa termelt adrenalin közvetítő hatását (1899).
Kimutatta, hogy az asphyxia és a nervus ischiadicus (ülőideg) centrális csonkjának ingerlése is fokozza az adrenalin vérbe bocsátását (1911). Vizsgálta a szervezetben a fájdalom, a félelem vagy a düh esetében reflexesen kiváltott adrenalin- és cukor-felszaporodást a vérben (1914). Összefoglalta a vészreakciót kiváltó tényezőket, leírta a róla elnevezett Cannon-féle vészreakció jelenségét (1915).
Tanulmányozta az áldüh jelenségét (az agykéregtől megfosztott macskák viselkedésére utaló megnevezés, 1925). Bizonyította, hogy egy adrenalinszerű anyag (az ő elnevezése szerint a szimpatin) szabadul fel a szimpatikus idegrendszer posztganglionáris idegrostjainak effektorvégződésein (1937). Felismerte a denervációs hiperszenzitivitást (1939).

## Művei
- The Mechanical Factors of Digestion (1911)
- Bodily Changes in Pain, Hunger, Fear and Rage (1915)
- Traumatic Shock (1923)The Wisdom of the Body (1932)
- Autonomic Neuroeffector Systems (társszerző, 1937)
- The Way of an Investigator (1945)The Supersensitivity of Denervated Structures (1949)